# Chomutov
Chomutov é uma cidade checa localizada na região de Ústí nad Labem, distrito de Chomutov.